# Henry Scott Tuke
Henry Scott Tuke, född 12 juni 1858 i York, död 13 mars 1929 i Falmouth, var en engelsk bildkonstnär, främst målare men även fotograf. Hans främsta verk är utförda i impressionistisk stil, och han är mest känd för sina målningar av nakna pojkar och unga män.
Tuke utbildade sig vid Slade School of Art under Alphonse Legros och Edward Poynter, där han utvecklade en nära relation med Newlyn School of Painters. Hans verk ställdes ut på Royal Academy of Arts, där han blev fullvärdig medlem. Förutom sina prestationer som figurativ målare var han en etablerad marinmålare och producerade många porträtt av segelfartyg. Han var mycket produktiv, med över 1 300 kända verk.

## Bilder

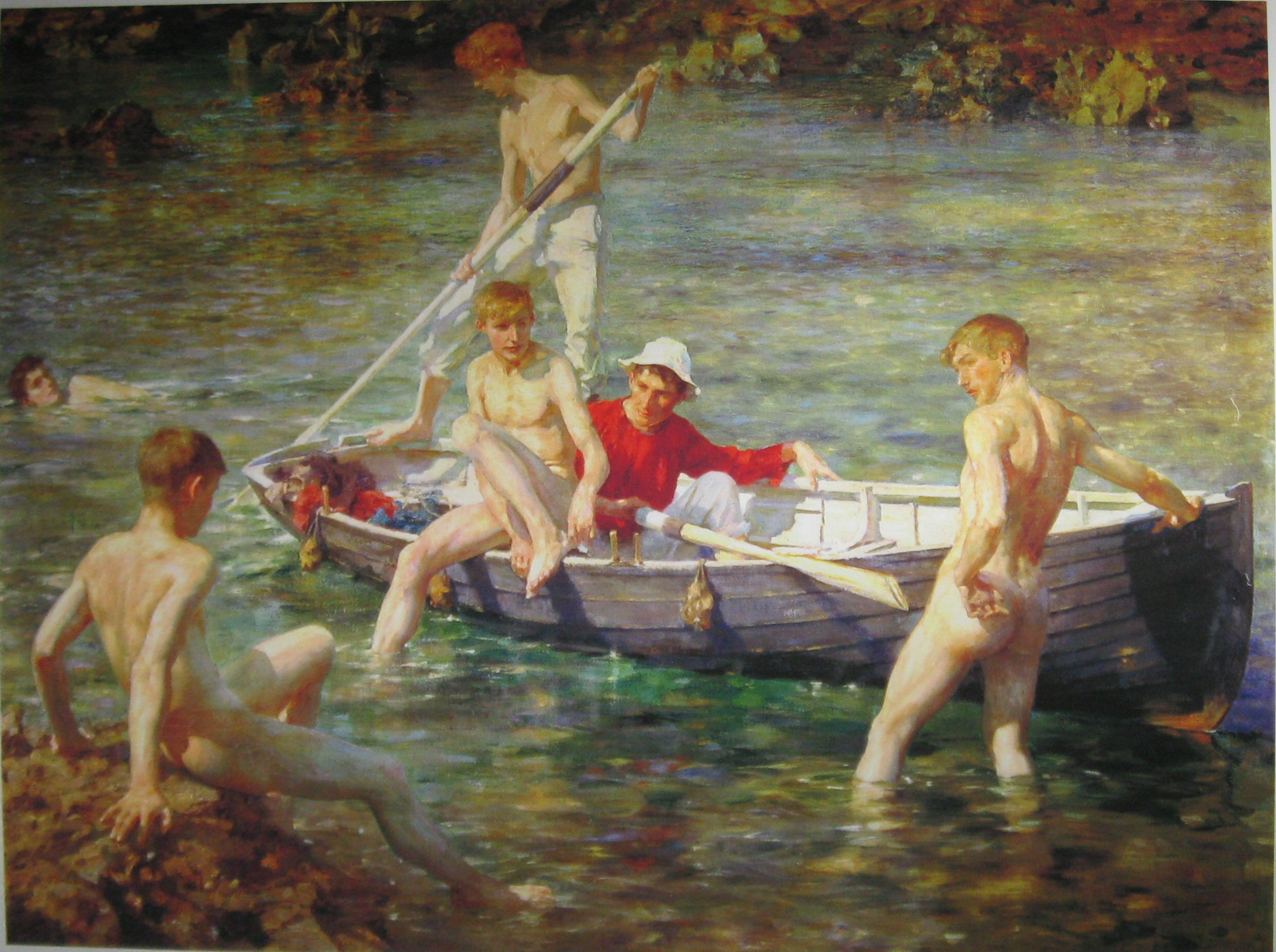
Ruby, Gold and Malachite, 1902
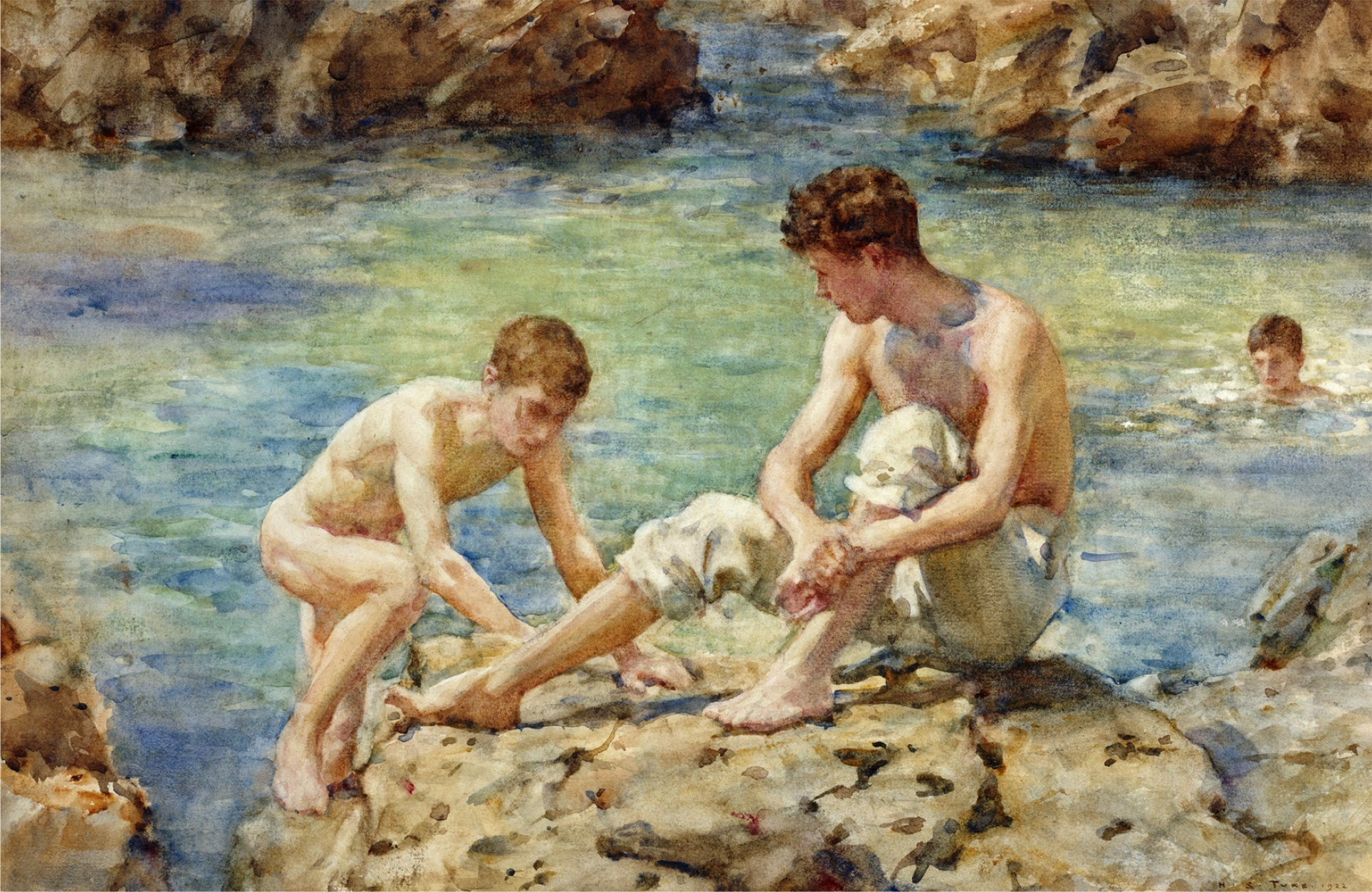
The Bathers, 1922
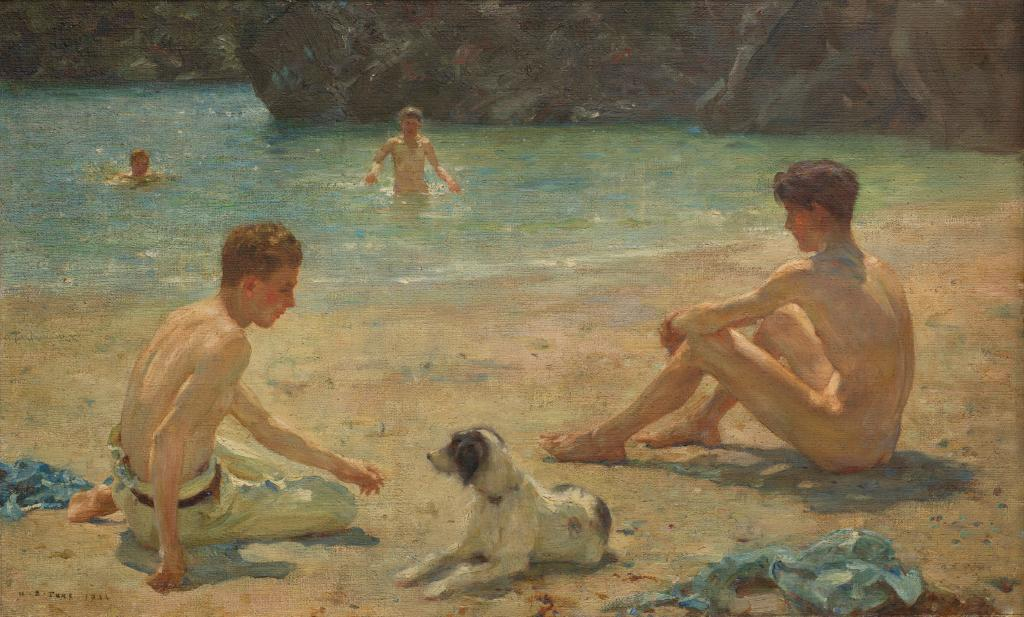
Companions, 1924